# Tópatak
Tópatak (1891-ig Kolpach, szlovákul: Banský Studenec, 1948-ig Kolpachy, németül: Kolbach) község Szlovákiában, a Besztercebányai kerületben, a Selmecbányai járásban.

## Fekvése
Selmecbányától 5 km-re keletre fekszik, országúton csak Selmecbánya felől közelíthető meg.
Nyugatról Selmecbánya, délről Szentantal, keletről Bábaszék és Dobronya, északkeletről Dobó, északról pedig Bélabánya községekkel határos.

## Története
1266-ban "Kulpah" néven említik először. A falu 1352-ben Selmecbánya városának birtoka volt, majd átmenetileg Saskő várának uradalmához tartozott. Később Nagy Lajos király visszaadta a selmecieknek. 1424-ben "Gultpach" néven említik. Sokáig nem volt önálló település. Kezdetben környéke Bélabányához tartozott, majd 1871-től erdészeti igazgatás alatt állt és a Selmecbányai Erdészeti Felügyelőséghez tartozott. 1892-ben nevét Tópatakra magyarosították. 1730-tól területén tó fekszik, melynek vizével több malmot hajtottak. 1715-ben 18 háztartása adózott. 1828-ban 66 házában 398 lakos élt, akik bányászattal, kohászattal foglalkoztak.
Vályi András szerint "KOLPACH. Tót falu Hont Várm. földes Ura a’ Selmeczi Bányászi Kamara, lakosai katolikusok, fekszik Selmecz Városához nem meszsze, minden felől nagy hegyekkel van körűl véve, ’s egy nagy tó építtetett a’ falu felett a’ hegyekből oda folyó vizeknek el fogására. E’ tóból egy nagy hegy oldalán kővel ki rakott tsatornán által vitetett a’ víz a’ Selmeczi völgyre, e’ víz míg Visknél az Ipolyba szakadna, egy völgybe ereszkedvén, hajt 14 Értzet törő malom kereket, és sok más malmokat is, ez a’ tó még minden szárazságokban fel tartotta a’ malmokat. A’ lakosok többnyire a’ Bányák mellett való múnkával, és fuvarozással élnek, mért a’ határok tsupa erdő, imitt amott az óldalakba kevés rozsot vetnek, ’s keveset használnak, legelője elég, vagyonnyaiknak el adására jó módgyok van."
Fényes Elek szerint "Kolpach, Honth vm. tót falu, Selmeczhez 1/2 mfld: 390 kath. lak. Kath. paroch. templom. Sovány határ. Erdő. F. u. a selmeczi bányász kamara."
Hont vármegye monográfiája szerint "Tópatak, azelőtt Kolpach, tót kisközség, 67 házzal és 682 róm. kath. vallású lakossal; vasúti állomása és távirója Selmeczbánya, postája Szent-Antal. Okleveles nyomára már 1352-ben akadunk, a mikor Kulpach névvel, Selmeczbánya birtokai közé tartozott; a saskői vár kapitánya, Vesszős mester, erőszakkal elfoglalta a falut, a következő saskővári kapitány, Zobonya László azonban I. Lajos királynak 1352-ben kiadott rendeletére visszaadta Selmeczbányának. A községet hosszú időn át Goldbach néven szerepeltetik az oklevelek; ilyen alakban látható a neve az 1618-ból való pecsétjén is. A mult század elején még a selmeczi bányász-kamara volt a falu földesura; azután az erdőkincstár váltotta magához a birtokot, a melyet mindvégig megtartott. a falubeli templom 1743-ból való. Tópatak községhez tartoznak a Brezini puszta és a Kisiblye tanya."
A trianoni békeszerződésig Hont vármegye Korponai járásához tartozott. A háború után lakói főként mezőgazdasággal foglalkoztak és a közeli selmeci és bélabányai üzemekben dolgoztak.

## Népessége
| Év:            | 1994. | 2004.   | 2014.   | 2024.   |
| -------------- | ----- | ------- | ------- | ------- |
| Emberek száma: | 465   | 469     | 463     | 461     |
| Eltérés:       |       | +0,86 % | -1,27 % | -0,43 % |

| Év:            | 2023. | 2024. |
| -------------- | ----- | ----- |
| Emberek száma: | 461   | 461   |
| Eltérés:       |       | +0 %  |

1910-ben 658, túlnyomórészt szlovákok lakták.
2001-ben 477 lakosából 447 szlovák volt.
2011-ben 452 lakosából 443 szlovák.

## Nevezetességei
- Urunk Színeváltozása tiszteletére szentelt, római katolikus temploma 1743-ban a selmeci jezsuiták és a bányakamara segítségével épült.
- Határában halastó található, mely a 18. században létesült.
- Kisiblye-tanyán a selmeci erdészeti akadémia kísérleti telepe működik.
- Nepomuki Szent János kápolnája 1943-ban épült.

## Híres emberek
- Itt született 1817-ben Hatala Lajos piarista paptanár, misszionárius.

## Külső hivatkozások
- Hivatalos oldal
- Községinfó
- E-obce.sk Archiválva 2009. január 31-i dátummal a Wayback Machine-ben